# Raffaele Illiano
Raffaele Illiano (* 11. Februar 1977 in Pozzuoli, Italien) ist ein ehemaliger italienischer Radrennfahrer.
Er begann seine Karriere 2002 bei Colombia-Selle Italia. Neben insgesamt fünf Etappensiegen bei der Tour du Sénégal in den Jahren 2003 und 2004 war sein größter Erfolg der Gewinn der Intergiro-Wertung beim Giro d’Italia 2004. 2003 siegte er beim Giro del Lago di Maggiore. Fünfmal nahm er am Giro d’Italia teil; seine beste Platzierung war Rang 35 im Jahre 2004.

## Palmarès
2003
- Giro del Lago di Maggiore
- zwei Etappen Tour du Sénégal

2004
- Intergiro-Wertung Giro d’Italia
- Grand Prix Bradla
- drei Etappen Tour du Sénégal

2008
- eine Etappe Tirreno–Adriatico

## Teams
- 2002–2005 Colombia-Selle Italia
- 2006 Selle Italia-Serramenti Diquigiovanni
- 2007 Ceramica Flaminia
- 2008–2009 Serramenti PVC Diquigiovanni
- 2010 Aktio Group Mostostal Puławy